# Логинов, Савелий Прохорович
Саве́лий Про́хорович Ло́гинов (1 (14) апреля 1913 года, дер. Точна, Могилёвская губерния, Российская империя — 26 октября 1960, Архангельск, РСФСР, СССР) — советский партийный деятель, первый секретарь Архангельского обкома КПСС (1955—1960).

## Биография
Родился в крестьянской семье. Член ВКП(б) / КПСС с 1939 года. 
Участник Великой Отечественной войны, политрук.
Окончил Каннский педагогический техникум (1932) и Высшую партийную школу при ЦК ВКП(б) (1950). Был на преподавательской и советской работе. В 1950—1951 гг. — инструктор отдела партийных, профсоюзных и комсомольских органов ЦК ВКП(б). В 1951—1955 гг. — второй секретарь, с ноября 1955 — первый секретарь Архангельского обкома КПСС.
Кандидат в члены ЦК КПСС в 1956—1960 годах. Депутат Верховного Совета СССР 5 созыва.
Внёс существенный вклад в развитие региона, при нём были созданы производственные предприятия, заработала лесная и бумажная промышленность.
Скончался скоропостижно, похоронен на Кузнечевском кладбище в Архангельске.

## Награды
- Орден Ленина
- Орден Отечественной войны 2-й степени

## Память
Именем С. П. Логинова названы:
- улица Логинова в центре Архангельска (в 1961 году);
- улица Логинова в Северодвинске на острове Ягры.
- В городе Северодвинске установлена мемориальная доска в память о С. П. Логинове.